# Антонович Антон Осипович
Антон Осипович Антонович (02.07.1902, с. Ляхівці, тепер с. Підгір'я Богородчанського р-ну Івано-Франківської обл.— після 1925— дата смерті невідома) — український військовик, стрілець 2-го Станіславського полку 3-ї бригади 2-го корпусу УГА (1918—1919), потім козак 6-ї Січової дивізії Армії УНР (1920).
Відповідно до українського законодавства є борцем за незалежність України у XX столітті.

## Біографія
Антон Антонович закінчив два класи державної української гімназії у Станіславові (Івано-Франківськ), одначе війна перервала його навчання. Під час бойових дій Антон Антонович перехворів на плямистий тиф, дістав поранення в ногу й потрапив у більшовицький полон. Іспит зрілості (атестат про закінчення навчання) склав в Українській академічній гімназії у Львові 22 травня 1923 року. Того ж року, 20 червня, із с. Ягольниці Чортківського повіту, де мешкав, написав заяву до ректорату УГА з проханням прийняти його як слухача на агрономічний підвідділ агрономічно-лісового відділу, проте 4 вересня йому відмовили. Відтак поступив до технічної школи у Львові. Навчавшись лише три семестри, вирішив знову вступати в УГА (на 3-й семестр) на академічний курс 1925—1926 рік.
Подальша доля невідома.